# زمفیرا محمدعلی‌یوا
زمفیرا محمدعلی‌یوا (روسی: Зенфира Рамазанова Магомедалиева، آوانگاری Zenfira Magomedalieva؛ IPA: [zʲɪnˈfʲirə məɡəmʲɪdɐˈlʲi(ɪ̯)ɪvə]؛ زادهٔ ۸ فوریهٔ ۱۹۸۸) بوکسور زن اهل روسیه است.